# The Aerosol Grey Machine
The Aerosol Grey Machine è il primo album del gruppo britannico Van der Graaf Generator, pubblicato nel 1969.
Inteso in origine come album solista di Peter Hammill, cantante e principale compositore del gruppo, con gli altri membri del gruppo in veste di turnisti, il disco fu poi pubblicato a nome Van der Graaf Generator in accordo con la casa discografica Mercury, con la quale il gruppo era allora sotto contratto; in cambio dell'uscita a proprio nome, la band fu libera dagli obblighi discografici verso la Mercury e poté firmare con la Charisma Records, per la quale incise fino alla reunion del 2005.

## Lista tracce
Tutti i brani sono composti da Peter Hammill, salvo dove diversamente specificato
1. Afterwards – 4:55
2. Orthenthian St., Pts. 1 & 2 – 6:18
3. Running Back – 6:35
4. Into a Game - 6:57
5. Aerosol Grey Machine  – 0:47
6. Black Smoke Yen (Hugh Banton, Keith Ellis, Guy Evans) – 1:26
7. Aquarian – 8:22
8. Necromancer – 3:38
9. Octopus – 8:00

Le seguenti tracce addizionali (oltre a entrambi i lati del primo singolo della band) furono aggiunte alla versione su CD pubblicata nel 1997 dall'etichetta tedesca Repertoire Records:
- People You Were Going To – 2:44
- Firebrand – 4:08

Le seguenti tracce addizionali furono invece aggiunte alla versione su CD pubblicata dalla casa discografica inglese FIE! Records, dello stesso Peter Hammill, sempre nel 1997:
- Giant Squid
- Ferret And Featherbird

## Formazione
- Peter Hammill - voce, chitarra, pianoforte
- Hugh Banton - tastiere, voce di supporto
- Keith Ellis - basso elettrico
- Guy Evans - batteria
- Judge Smith - voce in "Firebrand"